# Nová Baňa
Nová Baňa és una ciutat d'Eslovàquia. Es troba a la regió de Banská Bystrica. És la ciutat més gran del districte de Žarnovica.

## Història
La primera menció escrita de la vila es remunta al 1337.

## Demografia
| Godina             | 1994 | 2004    | 2014   | 2024   |
| ------------------ | ---- | ------- | ------ | ------ |
| Nombre de persones | 8606 | 7485    | 7529   | 6841   |
| Diferència         |      | −13,02% | +0,58% | −9,13% |

| Godina             | 2023 | 2024   |
| ------------------ | ---- | ------ |
| Nombre de persones | 6858 | 6841   |
| Diferència         |      | −0,24% |

## Ciutats agermanades
- Mimoň, República Txeca

1. 1 2  «Počet obyvateľov podľa pohlavia - obce (ročne) [om7101rr_obce=AREAS_SK]».   Statistical Office of the Slovak Republic, 31-03-2025. [Consulta: 31 març 2025].